# Perdita greggiae
Perdita greggiae är en biart som beskrevs av Timberlake 1968. Perdita greggiae ingår i släktet Perdita och familjen grävbin. Inga underarter finns listade i Catalogue of Life.